# Xorides spectabilis
Xorides spectabilis är en stekelart som först beskrevs av Tosquinet 1903.  Xorides spectabilis ingår i släktet Xorides och familjen brokparasitsteklar. Inga underarter finns listade i Catalogue of Life.